# Phare d'Ogdensburg Harbor
Le phare d'Ogdensburg Harbor (en anglais : Ogdensburg Harbor Light), est un phare actif situé sur le fleuve Saint-Laurent dans la ville d'Ogdensburg dans le Comté de Saint Lawrence (État de New York). Ogdensburg est le seul port des États-Unis sur la voie maritime du Saint-Laurent.
Il est inscrit au Registre national des lieux historiques depuis le 26 avril 2016.

## Histoire
Le premier phare sur le fleuve Saint-Laurent a été mis en service en 1834. Le phare actuel date de 1870 et rehaussé en 1900. Il a été désactivé en 1961.
En 1964, la ville refusa de racheter le phare et fut donc acquis à titre privé. Il a été restauré et remis en fonction le 8 octobre 2011 pour le port d'Ogdensburg.

## Description
Le phare  est une tour quadrangulaire avec une galerie et une lanterne de 20 m de haut, reliée à une maison de gardien de deux étages. La partie supérieure de la tour est peinte en blanc et la lanterne est rouge.
Il émet, à une hauteur focale de 21 m, un éclat blanc par période de 10 secondes. Sa portée n'est pas connue.
Identifiant : ARLHS : USA-562 ; USCG : 7-0992 - Admiralty : H2732 .

### Lien connexe
- Liste des phares de l'État de New York
- Ogdensburg, seul port des États-Unis sur la voie maritime du Saint-Laurent.
- List of lighthouses in the United States